# Qabún
Qabún (en árabe: قابون‎) es un barrio y distrito municipal de Damasco (Siria) 6 km al noreste de la Ciudad vieja e inmediatamente al norte del distrito de Jobar. En el censo de 2004 contaba con 89.974 habitantes. Aunque desde el principio de la guerra civil siria ha sido controlado por la Oposición siria, está bajo tregua con el Gobierno sirio desde 2014. La situación de Qabún ha sido descrita como «asedio». El 17 de abril de 2015, los rebeldes (el Ejército del Islam y la primera brigada del Ejército Libre Sirio) lanzaron una campaña militar para expulsar al Estado Islámico (ISIS) de Qabún y Barzeh, la cual acabó exitosamente 3 días más tarde. La mayoría de su población es musulmana sunita.

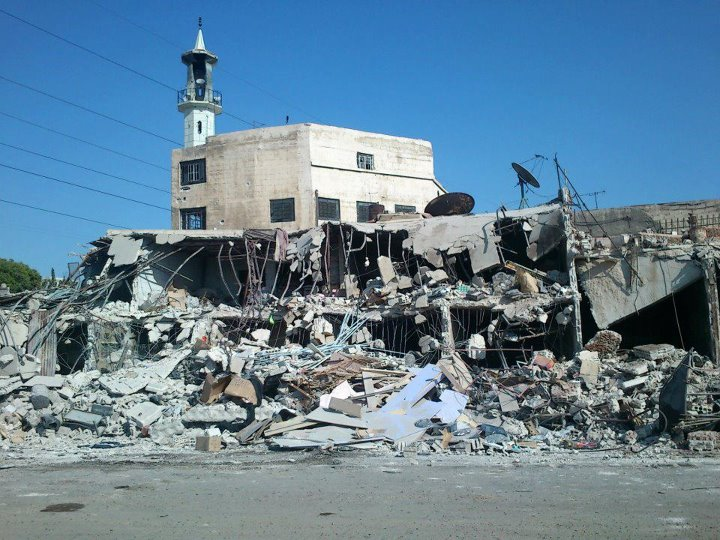
Mezquita al-Fateh, en Qabún.

## Historia
Qabún fue un pequeño pueblo de la fértil región del Ghuta, el oasis que rodea Damasco. Cuando la capital creció, fue absorbiendo a los pueblos colindantes, siendo Qabún uno de ellos. La historia de Qabún se remonta al período Aramaico (preislámico); de hecho el nombre Qabún es una palabra siríaca que significa «la columna» o lugar donde se recoge agua.
Varios afluentes del río Barada riegan el área de Qabún, en la que tradicionalmente se cultivan árboles frutales como albaricoqueros, manzanos, ciruelos, vid, almendros y granados. Durante el mandato francés en Siria, Qabún sirvió para asentar los campamentos militares franceses.

## Distritos
- Al-Masaneh' (3.419 habitantes)
- Qaboun (33.327 habitantes)
- Tishrin (53.228 habitantes)